# Calo (historietista)
Juan Carlos San Román, que firma como Calo, es un historietista e ilustrador español, nacido en Castellón el 11 de mayo de 1972. Cultiva la historieta costumbrista con un estilo cercano a la línea clara francobelga.

## Biografía

### Inicios profesionales
De formación autodidacta y muy influido por la televisión, Calo comenzó editándose sus historietas en los fanzines autoeditados Nómadas y Alice, ambos de 1992; La O con un canuto (1993), y, con otros autores, El lado soleado (1994) antes de colaborar en Como vacas mirando el tren. Con guion de Rafa Díez de Rivera, publica en 1996 su primer álbum: Las leyes de la Generalitat Valenciana, editado por las Cortes Valencianas.
En 1999 publica el recopilatorio Dios lo cría (Under Cómic, 1998), donde da a conocer sus personajes Ángela y Clara, protagonistas luego del álbum Ángela y Clara: las chicas con los chicos (Under Cómic, 2000) y una tira propia reproducida en la revista Blue Joven, editada por el BBVA. También colabora en el álbum Siniestro Total presenta: La historia del blues (Under Cómic, 2000) y en el fanzine Idiota y diminuto, además de intentar vender la serie fantástica Luz, con guion de Christophe Stygryt, a alguna editorial francesa. Tampoco termina series como Vida en Iris o The gun (2002), siendo la ilustración su principal actividad durante estos años.
Tras el álbum Al servicio de las damas (Edicions De Ponent, 2003), compuesto por varias historias de la que la más extensa es La veredita alegre; participa al año siguiente en las obras colectivas Tapa Roja (Ediciones Sins Entido, 2004), donde se adaptaba el poema homónimo de Jesús Cuadrado a la historieta, y "Artículo 20", editada por Astiberri, Dolmen y Estudio Fénix en solidaridad con David Ramírez. También presenta proyectos a la revista "Mister K" (Al raso) y a las editoriales norteamericanas Marvel y DC, además de seguir tanteando la industria francesa con la mitológica Zeus y, otra vez con guion de Stygryt, la humorística Julia.
En 2006 participa, también sin éxito, en la campaña de búsqueda de talentos de Oni Press, aunque la revista española "BD Banda" acogerá algunas páginas de Julia al año siguiente. También en 2007 desarrolla los guiones de La primera en la frente, una tira de prensa dibujada por Nacho Casanova, con vistas a su venta a algún medio de comunicación. Finalmente, en septiembre logra ver publicado su álbum Recluta con alien en edición conjunta de Aleta Ediciones/Dibbuks, el cual recopila tres historias donde adapta su particular mezcla de comedia y romance a los géneros de ciencia ficción, western y superhéroes. De la primera de ellas, que da título al álbum, iniciaría una continuación.

### Madurez (2009-presente)
Bacterias (Planeta DeAgostini Comics, 2009), con 107 páginas, constituyó su obra más ambiciosa hasta entonces y fue también editada en Italia.
A finales de 2010, ganó la segunda edición del "Premio de Novela Gráfica Dibujando entre Culturas" convocado por la "Fundación Tres Culturas del Mediterráneo", que garantizaba la publicación de su siguiente obra y un premio de 15.000 euros. Mientras tanto, Diábolo Ediciones publicó "Desconectados".
En 2013 publica Angela et Clara, (Gallimard), con traducción de Émile Bravo para el mercado francés.

## Estilo
El propio Calo ha señalado que su máxima influencia es Yves Chaland:

Chaland fue el autor que me convenció de que debía eliminar todas las líneas innecesarias y superfluas. Con él aprendí que el dibujo realista es aburrido. Que había que ir directo al grano, que dibujar era sobre todo una cuestión de buen gusto. Chaland me enseñó la belleza de la línea, la elegancia de un trazo preciso y rotundo.)

Citaba también a otros autores como  Dupuy-Berberian, Miguel Calatayud, Serge Clerc, Dodier Floc'h, Ku'jpers, LeGall, Loustal, Montesol, Bartolomé Seguí, Sento, Daniel Torres, Waltherý e Yslaire.